# Les DM-Killers
Pour plus de détails, voir Fiche technique et Distribution.
Les DM-Killers (DM-Killer) est un film autrichien réalisé par Rolf Thiele, sorti en 1965.

## Synopsis
L'aumônier Behrendt regrette que, pour trois de ses moutons noirs, les meilleurs chanteurs de sa "paroisse", les portes de la prison vont bientôt s'ouvrir. Ils sont à peine libérés qu'ils créent un gang pour avoir de l'argent le plus rapidement possible. Charly et Kurt reconnaissent leur ami Ronny comme le chef et le surnomment le "Professeur". Ils profitent de la bonté d'un Américain amateur de Volkswagen. Comme la marque a un délai de livraison plutôt long, les partenaires se procurent d'importants contrats de VW et encaissent de son client des majorations importantes. Pour plus de crédibilité, ils ouvrent un bureau à Kurfürstendamm. Les femmes de la "pension" de la mère de Charly reçoivent des cadeaux luxueux.
Le chef ouvre des comptes en Suisse pour sa famille et y place des objets de valeur. Charly parvient à sortir sa mère de son établissement et crée une agence matrimoniale. Après s'être sépare de Lolita, Kurt jette son dévolu sur la fille du consul Möbius. Le mariage est célébré, Lolita reçoit une belle somme.
Le succès de Ronald Bruck et ses amis suscite l'envie. Mais le groupe VW découvre leur commerce et conteste leur méthode devant la justice. À la fin, ils sont autorisés à rejoindre le chœur de l'aumônier de la prison.

## Fiche technique
- Titre français : Les DM-Killers[1]
- Titre original allemand : DM-Killer
- Réalisation : Rolf Thiele
- Scénario : Carl Merz (de), Herbert Reinecker, Rolf Thiele d'après le roman de Peter Norden.
- Musique : Erwin Halletz
- Direction artistique : Herta Hareiter, Wolf Witzemann
- Costumes : Maleen Pacha (de)
- Photographie : Wolf Wirth (de)
- Montage : Gretl Girinec
- Production : Karl Spiehs
- Sociétés de production : Wiener Stadthalle
- Société de distribution : Nora
- Pays d'origine :  Autriche
- Langue : allemand
- Format : Noir et blanc - 2,35:1 - Mono - 35 mm
- Genre : Film policier
- Durée : 104 minutes
- Dates de sortie :
  - Allemagne : 21 janvier 1965.
  - France : Octobre 1966 (distribution en province)[1].
  - Danemark : 2 mai 1967.

## Distribution
- Curd Jürgens : Kurt Lehnert
- Walter Giller : Charly Bauer
- Charles Regnier : Ronald Bruck
- Daliah Lavi : Lolita
- Elga Andersen : Inge Möbius
- Elisabeth Flickenschildt : Mme Bauer
- Erica Beer : Gerda Bruck
- Hubert von Meyerinck : Le procureur
- Ivan Desny : L'Américain
- Stanislav Ledinek : Otto Krüger
- Balduin Baas : Le père Behrendt
- Heinrich Trimbur : Schulz
- Tilo von Berlepsch : Le consul Möbius
- Fritz Eckhardt : Colloway
- Erik von Loewis : von Bredow
- Gisela Hahn : Püppi
- Christiane Schmidtmer : Miranda
- Emmerich Schrenk : Le sergent Böll